# Тащук Петро Онуфрійович
Тащук Петро Онуфрійович (26.05.1885/14.05.1885 ст. ст.– р. с. н.) — сотник-лікар УГА.

## Родина
Народився в с. Давидени Зруб повіт Сторожинець на Буковині (тепер у складі с. Давидівка Сторожинецького р-ну Чернівецької обл.) в селянській сім'ї Онуфрія Тащука та Параскеви, уродженої Пунґовської.

## Навчання
З 1902/1903 по 1909/1910 навчальні рр. навчався в 2-ій державній українсько-німецькій гімназії в Чернівцях, в 07.1910 р. склавши матуральні іспити. [Архівовано 18 лютого 2022 у Wayback Machine.] Навчаючись в гімназії, мешкав в «Бурсі ім. Осипа Федьковича» товариства «Український Народний Дім» в Чернівцях.
Студіював медицину на медичному факультеті університету у Львові, де 21.07.1917 р. був промований доктором всіх лікарських наук. [Архівовано 18 лютого 2022 у Wayback Machine.] Член українського товариства студентів медицини і фармації «Медична Громада» у Львові. [Архівовано 20 квітня 2021 у Wayback Machine.]

## Військова служба та професійна діяльність
На військовій службі заступник лікаря-асистента ландштурму, в 03.1918 р. іменований лікарем-асистентом ландштурму.
Після розвалу Австро-Угорської монархії став на службу в українську армію як військовий лікар УГА, санітарний лікар 1-го Галицького корпусу в ранзі четаря-лікаря [Архівовано 18 лютого 2022 у Wayback Machine.]. З 01.08.1919 р. іменований сотником-лікарем 1-го Корпусу УГА. [Архівовано 18 лютого 2022 у Wayback Machine.]
Повернувшись з війни на Буковину, з 1922 р. працював лікарем сільського округу Босанче повіт Сучава, згодом  окружним лікарем в м. Стулпікани, повіт Кімполунґ на Південній Буковині (тепер Румунія). З 05.1945 р. вийшов на пенсію за віком, залишаючись в розпорядженні міністерства праці, здоров'я та соціального захисту.
Подальша доля невідома…